# Procesos de brujería de Labort de 1609
Con el nombre de procesos de brujería de Labort de 1609 se hace referencia a una serie de procesos ordenados mediante mandato real del rey Enrique IV de Francia y III de Navarra al consejero de Estado Pierre de Lancre en la provincia vasco-francesa de Labort.

## Antecedentes
Francia había experimentado un gran problema social interno durante la segunda mitad del siglo XVI debido a las guerras de religión internas entre los católicos y los hugonotes (calvinistas).
En 1598, la guerra se paciguó enormemente con la firma de la Paz de Vervins, tras la cual España dejaba su participación en la guerra, lo que restaba mucho poder a las fuerzas católicas. Poco después, el rey Enrique IV de Francia y III de Navarra firmaba el edicto de Nantes en el que se permitía el libre culto a los hugonotes. Esto se debe a que el rey Enrique, siendo Enrique III de Navarra era un reconocido protestante calvinista, aunque se convirtió al catolicismo para acceder al trono de Francia, convirtiéndolo de facto en una figura referente de los politiquees.

## Los procesos
En este ambiente de varios cultos cristianos, la moral religiosa se había impuesto con renovada fuerza en la sociedad francesa y, en zonas interiores de poblaciones con cultos tradicionales como los bajos pirineos, más concretamente en la zona del país vasco francés, donde se tenían resquicios de los antiguos cultos precristianos, la superstición de la población encendió el aviso de brujería. Por ello, en 1609, se envió al alto funcionario del Estado, el jurista Pierre de Lancre al castillo de Saint-Pée-sur-Nivelle, para organizar y vigilar los procesos a las personas acusadas de brujería en Labort.
Lo que empezó como un proceso contra la brujería, acabó, según relatos del propio Pierre, en abusos contra la población local, y en la ejecución de casi 200 personas, en su mayoría mujeres y niños; aunque según la fuentes se llegaron a colgar a sacerdotes.